# Mycomya
Mycomya is een muggengeslacht uit de familie van de paddenstoelmuggen (Mycetophilidae).

## Soorten
- M. abegena Vaisanen, 1984
- M. accrescens Vaisanen, 1984
- M. affinis (Staeger, 1840)
- M. alpina Matile, 1972
- M. aluco Vaisanen, 1984
- M. amica Vaisanen, 1984
- M. ampla Garrett, 1924
- M. aneura Vaisanen, 1984
- M. angulata (Adams, 1903)
- M. annulata (Meigen, 1818)
- M. arcuata Vaisanen, 1984
- M. arnaudi Vaisanen, 1984
- M. atus Garrett, 1924
- M. autumnalis Garrett, 1924
- M. avala Vaisanen, 1984
- M. bialorussica Landrock, 1925
- M. bicolor (Dziedzicki, 1885)
- M. biseriata (Loew, 1869)
- M. bisulca Lackschewitz, 1937
- M. branderi Vaisanen, 1984
- M. britteni Kidd, 1955
- M. brunnea (Dziedzicki, 1885)
- M. bryanti Vaisanen, 1984
- M. byersi Vaisanen, 1984
- M. calcarata (Coquillett, 1904)
- M. canariornata Chandler & Ribeiro, 1995
- M. canoak Vaisanen, 1984
- M. cinerascens (Macquart, 1826)
- M. circumdata (Stæger, 1840)
- M. collini Edwards, 1941
- M. comesa Vaisanen, 1984
- M. confusa Vaisanen, 1977
- M. cranbrooki Garrett, 1924
- M. danielae (Matile, 1972)
- M. denmax Vaisanen, 1979
- M. dentata Fisher, 1937
- M. dichaeta Fisher, 1937
- M. difficilis Garrett, 1924
- M. digitifera Edwards, 1925
- M. disa Vaisanen, 1984
- M. durus Garrett, 1924
- M. dziedzickii Vaisanen, 1984
- M. echinata Garrett, 1924
- M. egregia (Dziedzicki, 1885)
- M. electa Vaisanen, 1984
- M. elephas Vaisanen, 1984
- M. esox Vaisanen, 1984
- M. fasciata (Zetterstedt, 1838)
- M. fennica Vaisanen, 1979
- M. festivalis Vaisanen, 1984
- M. fimbriata (Meigen, 1818)
- M. fissa (Lundstrom, 1911)
- M. flavicollis (Zetterstedt, 1852)
- M. forestaria Plassmann, 1978
- M. fornicata (Lundstrom, 1911)
- M. frequens Johannsen, 1910
- M. fuscata (Winnertz, 1863)
- M. fuscipalpis Van Duzee, 1928
- M. griseovittata (Zetterstedt, 1852)
- M. hackmani Vaisanen, 1984
- M. hebrardi Vaisanen & Matile, 1980
- M. heydeni Plassmann, 1970
- M. hians (Lundstrom, 1912)
- M. hiisi Vaisanen, 1979
- M. hirticollis (Say, 1824)
- M. humida Garrett, 1924
- M. humidus Garrett, 1924
- M. imperatrix Vaisanen, 1984
- M. indistincta Polevoi, 1995
- M. insignis (Winnertz, 1863)
- M. islandica Vaisanen, 1984
- M. karelica Vaisanen, 1979
- M. kaurii (Vaisanen, 1979)
- M. kiamichii Shaw, 1940
- M. kuusamoensis Vaisanen, 1979
- M. lambi (Edwards, 1941)
- M. leporina Vaisanen, 1984
- M. levis (Dziedzicki, 1885)
- M. littoralis (Say, 1824)
- M. livida (Dziedzicki, 1885)
- M. lividella Vaisanen, 1984
- M. lutealis Vaisanen, 1984
- M. macateei Vaisanen, 1984
- M. maculata (Meigen, 1804)
- M. magnifica Vaisanen, 1984
- M. marginalis Johannsen, 1910

- M. marginata (Meigen, 1818)
- M. matilei Vaisanen, 1984
- M. matrona Vaisanen, 1984
- M. maura (Walker, 1856)
- M. mendax Johannsen, 1910
- M. midea Vaisanen, 1984
- M. mituda Vaisanen, 1980
- M. monosta Vaisanen, 1984
- M. montalba Vaisanen, 1984
- M. muscovita Vaisanen, 1984
- M. mutabilis Sherman, 1921
- M. neohyalinata Vaisanen, 1984
- M. neolittoralis Vaisanen, 1984
- M. nigricauda (Adams, 1903)
- M. nigricornis (Zetterstedt, 1852)
- M. nitida (Zetterstedt, 1852)
- M. norna Vaisanen, 1984
- M. novagallica Vaisanen, 1984
- M. obliqua (Say, 1824)
- M. occultans (Winnertz, 1863)
- M. onusta (Loew, 1869)
- M. oreades Vaisanen, 1984
- M. ornata (Meigen, 1818)
- M. ostensackeni Vaisanen, 1984
- M. paradentata Vaisanen, 1984
- M. parva (Dziedzicki, 1885)
- M. pectinifera Edwards, 1924
- M. penicillata (Dziedzicki, 1885)
- M. permixta Vaisanen, 1984
- M. pini Vaisanen, 1984
- M. polleni Garrett, 1924
- M. praeda Vaisanen, 1984
- M. prominens (Lundstrom, 1913)
- M. pseudoapicalis Landrock, 1925
- M. pseudocurvata Vaisanen, 1979
- M. pulchella (Dziedzicki, 1885)
- M. punctata (Meigen, 1804)
- M. pura Vaisanen, 1984
- M. pygmalion Vaisanen, 1984
- M. pyriformis Vaisanen, 1984
- M. rebellicosa Vaisanen, 1984
- M. recurva Johannsen, 1910
- M. rivalis Santos Abreu, 1920
- M. rosalba Hutson, 1979
- M. ruficollis (Zetterstedt, 1852)
- M. safena Vaisanen, 1984
- M. saga Vaisanen, 1984
- M. scopula Fisher, 1937
- M. shermani Garrett, 1924
- M. shewelli Vaisanen, 1984
- M. siebecki (Landrock, 1912)
- M. sieberti Landrock, 1930
- M. sigma Johannsen, 1910
- M. simplex (Coquillett, 1905)
- M. simulans Vaisanen, 1984
- M. sphagnicola Shaw, 1941
- M. spinicoxa Vaisanen, 1979
- M. stares Vaisanen, 1984
- M. storai Vaisanen, 1979
- M. subarctica Vaisanen, 1979
- M. sublittoralis Shaw, 1941
- M. tantilla (Loew, 1869)
- M. tenuis (Walker, 1856)
- M. terminata Garrett, 1924
- M. thula Vaisanen, 1984
- M. triacantha Shaw, 1941
- M. tridens (Lundstrom, 1911)
- M. trilineata (Zetterstedt, 1838)
- M. trivittata (Zetterstedt, 1838)
- M. tumida (Winnertz, 1863)
- M. ultima Vaisanen, 1984
- M. unicolor (Walker, 1848)
- M. vittiventris (Zetterstedt, 1852)
- M. wankowiczii (Dziedzicki, 1885)
- M. winnertzi Dziedzicki, 1885
- M. wirthi Vaisanen, 1984
- M. woodi Vaisanen, 1984